# سعدان العالم القديم
سعادين العالم القديم أو الهِجْرِسِيَّات أو القُرُود الذيَّالة أو القُرُود المُذَنَّبَة (بالإنجليزية: Old World monkey)‏ مجموعة من الرئيسيات والتي توجد تحت فيلق سعادين العالم القديم. يرجع أصلها إلى أفريقيا وآسيا في الغابات الاستوائية المطرية. تضم سعادين العالم القديم رئيسيات مثل الرباح والمكاك.
أصغر قرد في العالم القديم هو Talapoin، ويبلغ طول رأسه وجسمه 34-37 سم، ويزن ما بين 0.7 و 1.3 كجم. أكبرها ذكر، يبلغ طوله حوالي 70 سم، ووزنه يصل إلى 50 كجم. قرود العالم القديم لها مجموعة متنوعة من ملامح الوجه. بعضها يحتوي على أنف، وبعضها ذو أنوف مسطحة، والعديد منها يحتوي على ألوان. معظمها لها ذيول، لكنها ليست سهلة الإمساك بشئ.